# Johan Lindgren i Gallsäter
Johan Lindgren (i riksdagen kallad Lindgren i Gallsäter), född 24 april 1846 i Skogs socken, Ångermanland, död där 5 januari 1932, var en svensk företagare och riksdagsledamot (liberal).
Johan Lindgren, som var son till en garvare, startade eget garveri 1871, blev handelsman 1875 och därefter lantbrukare 1888. Han var också ordförande i kommunalstämman i Skog.
Han var riksdagsledamot i andra kammaren för Ångermanlands södra domsagas valkrets 1895–1896 och 1909–1911. Under sin första riksdagsperiod tillhörde han det liberala Folkpartiet, och därefter Frisinnade landsföreningens riksdagsgrupp Liberala samlingspartiet. I riksdagen var han bland annat ledamot i andra kammarens femte tillfälliga utskott 1910–1911.